# Ulla Wachtmeister
Ulla Liv Elisabeth Adelaide Wachtmeister af Johannishus, född 3 augusti 1926 i Skövde, död 16 november 2013 i Stockholm, var en svensk grevinna, målare och textilkonstnär.

## Biografi
Hon var dotter till friherre Nils Hjalmar Alexander Leuhusen och Liv Mörner Eyde och från 1947 gift med byråchefen, senare ambassadören, Wilhelm Hans Fredrik Wachtmeister. Hon var först verksam som textilkonstnär men ändrade inriktning och studerade under ett par års tid från 1959 bildkonst vid Museum of Modern Art i New York där hon var bosatt 1958–1962. Hon debuterade i en utställning på Ligoa Duncan Gallery 1961 där en av hennes målningar belönades med Prix de Paris senare samma år ställdes målningen ut på Ligoa Duncan galleriet i Paris. Tillsammans med Toni Frisell ställde hon ut på Miami Museum of Modern Art 1962 och separat ställde hon bland annat ut på Green Gallery i New Rochelle, Fort Lauderdale i Florida, Columbia Museum of Art i South Carolina samt på Galerie Bernheim Jeune i Paris. I Sverige ställde hon bland annat ut på Gummesons konsthall i Stockholm. Bland hennes offentliga arbeten märks en större monumentalmålning i Eskilstuna. Hennes konst består av realistiska figurer, porträtt och landskap samt abstrakta kompositioner inspirerade av Jean Bazaine och Alfred Manessier. Wachtmeister är representerad vid Nationalmuseum. Hon är begraven på Gryts kyrkogård i Skåne.